# Państwowy Rezerwat Przyrody Türyançay
Państwowy Rezerwat Przyrody Türyançay – rezerwat przyrody w Azerbejdżanie, na granicy rejonu Ağdaş i rejonu Şəki.
Rezerwat powstał w 1958 na powierzchni 12 344 ha na południowych odnogach łańcucha gór Bozdağ, w południowym odgałęzieniu Wielkiego Kaukazu, na prawym brzegu rzeki Türyançay. Teren rezerwatu znajduje się na wysokości od 400 do 600 m n.p.m. i rozciąga się na długości 35 km ze wschodu na zachód i 5 km z północy na południe. W styczniu 2003 teren rezerwatu poszerzono do obecnej powierzchni 22 488 ha. Rezerwat ustanowiono w celu ochrony i odbudowy lasów i innych zasobów naturalnych oraz lokalizacji ośrodków erozji wiatrowej u podnóża gór. Są to niskie szczyty takie jak Pirseyiddağ (609 m), Nalbənddağ (437 m), Arçandağ (476 m), Ölməzdağ (544 m) i inne. Z reguły mają one strome, w niektórych miejscach zerodowane stoki i są oddzielone od siebie głębokimi wąskimi dolinami.
Teren rezerwatu to strefa półpustynnej suchej roślinności tworzącej rzadkie lasy, złożone głównie z pistacji, jałowców i dębów. Na terytorium rezerwatu rośnie około 60 gatunków drzew i krzewów. Występują w nim granat właściwy, jałowiec pachnący, jesion, wiązowiec kaukaski, wierzba i olsza.
W ciągu 40 lat od utworzenia rezerwatu regeneracja lasów przyniosła efekty; lasy pistacjowo-jałowcowe znacznie zwiększyły swoją powierzchnię a jednocześnie została zwiększona jakość tych drzew. Zagajniki i krzewy dobrze rozwinęły się, co znacznie zmniejsza proces erozji gleb.
Wśród fauny na terenie rezerwatu żyją 24 gatunki ssaków, 112 – ptaków, 20 – gadów i 3 – płazów. Wśród tych pierwszych żyje tu m.in. niedźwiedź brunatny (Ursus arctos), dzik (Sus scrofa), borsuk (Meles meles), kuna leśna (Martes martes), ryś (Lynx lynx), szakal złocisty (Canis aureus) i zając szarak (Lepus europaeus). Wśród ptaków wyróżnić można takie gatunki jak: góropatwa azjatycka (Alectoris chukar kleini), sęp płowy (Gyps fulvus), sęp kasztanowaty (Aegypius monachus), kuropatwa (Perdix perdix canescens) i gołąb skalny (Columba livia). Wśród gadów występują tu m.in. węże Coluber jugularis i Macrovipera lebetina obtusa, w dawnych korytach rzek i kanałach żyje żółw kaspijski (Mauremys caspica caspica), a na zboczach gór żółw śródziemnomorski (Testudo graeca).